# Ölandskalksten

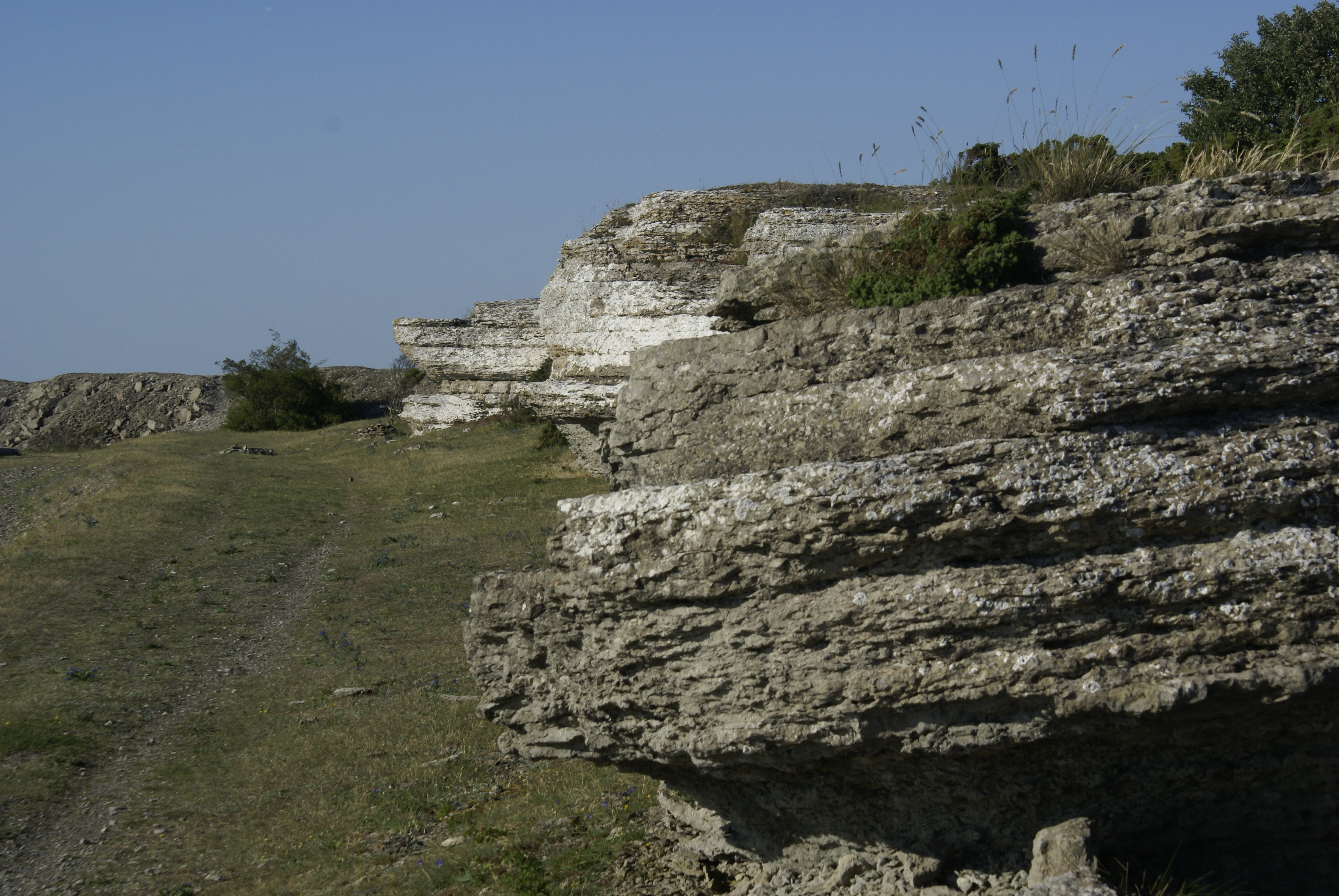
Gillberga raukar

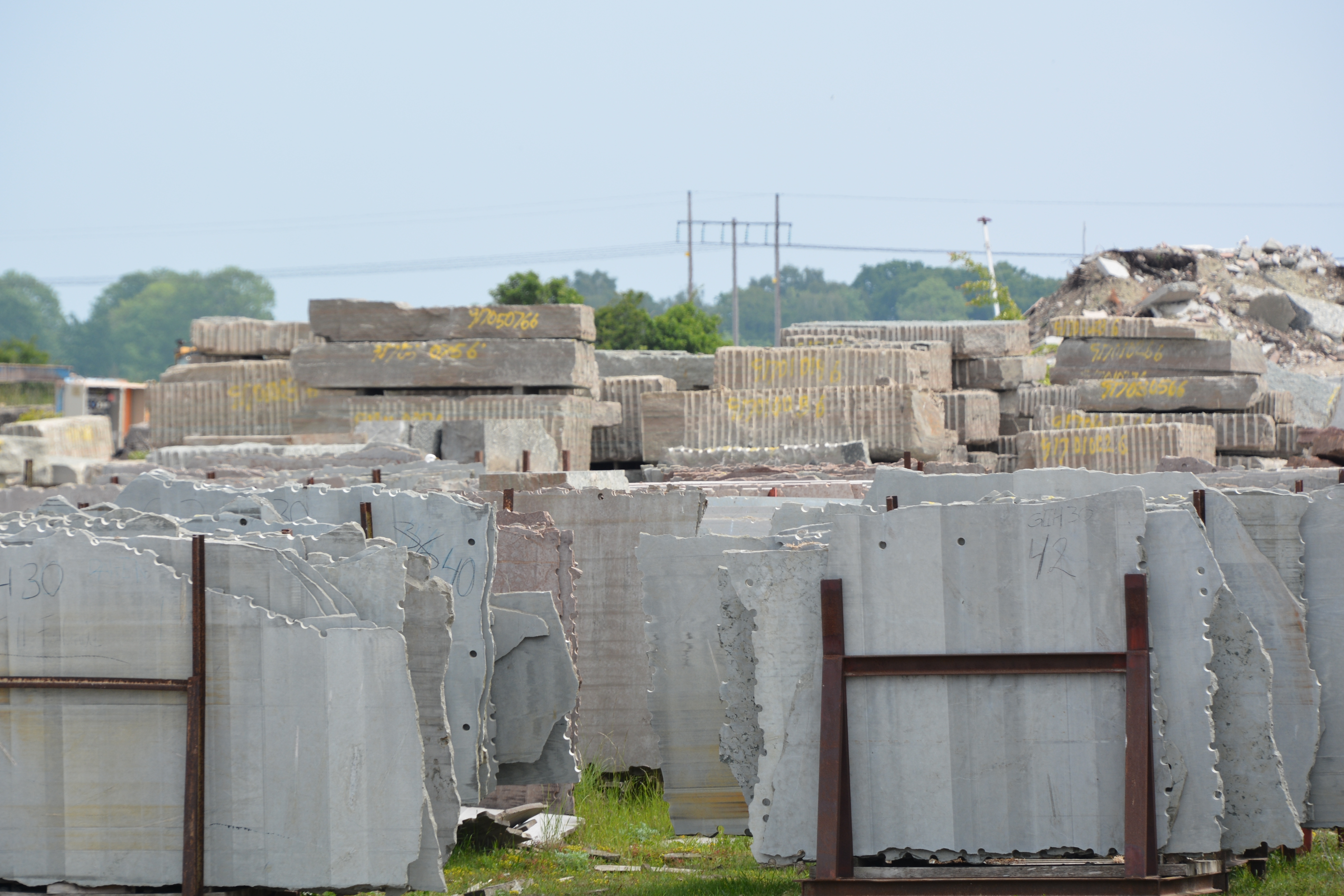
Sågad kalksten på Naturstenskompaniet i Sandvik

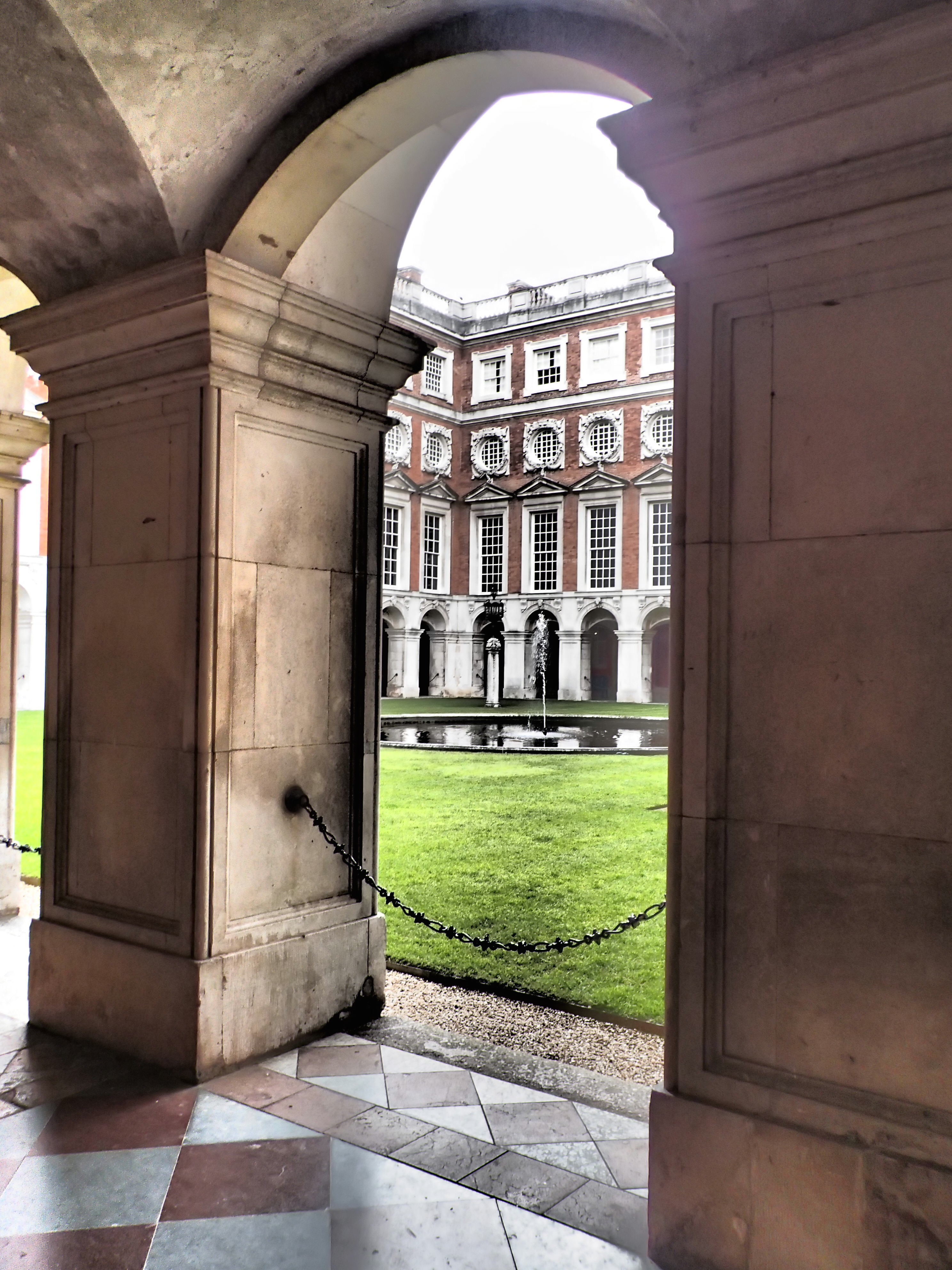
Golv i av ölandskalksten i Östra kolonnaden i Fountain Court i Hampton Court Palace i Storbritannien, lagt på 1690-talet

Ölandskalksten är en kalksten, som har brutits på Öland sedan tidig medeltid för lokal användning och fick betydelse regionalt på 1500-talet. Den kunde lätt transporteras sjövägen från stenbrott på norra Öland som Alböke, Gillberga och Horns udde. 
Hela Öland är en kalkstensklippa, och kalksten av olika kvaliteter har brutits för olika ändamål på flera platser på Öland. Brytning sker idag framför allt av byggnadssten, och denna sker i Gillberga och Horns udde. 
Kalksten är en ung bergart som bildades för omkring 450 miljoner år sedan, då vår kontinent låg på södra halvklotet i jämnhöjd med Samoaöarna. Uppbyggnaden av kalksten tog lång tid. Det tar omkring 1.000 år för att bilda en millimeter kalksten.  

## Namn på lagerlägen, namn på de olika skikten
Öland är uppbyggt av ett några tiotal meter tjockt kalktäcke som ligger ganska horisontell med en svag lutning åt öster. Den brutna horisonten är fem- sex meter mäktig och består av ett tiotal olika lager:
- hors, som är två-tre meter tjockt
- hålögat, som liksom blodläget är grått till grundfärgen med gulockra ytor eller mindre röda droppformade fläckar
- sex-tummen
- elva-tummen
- tio-tummen
- trebladet
- bassläget
- blodläget, som är omkring 25 centimeter tjockt. Det är liksom hålögat grått till grundfärgen med gulockra ytor eller mindre röda droppformade fläckar
- godstenen, som genomgående är mörkröd och finkornig med fossilfragment
- blommiga bladet, som har inslag i gulockra

Dessa lager finns bland annat i brotten i Gillberga och Horns udde. Brotten på södra och mellersta Öland har huvudsakligen utnyttjats för andra syften än byggnadssten. Ju längre norrut man kommer på Öland, desto vanligare är de röda typerna. 
De olika lagren av ölandskalksten skiljer sig påtagligt vad beträffar vittringsresistens. Den tjockskiktade godstenen är mer vittringsresistent än de mera tunnskiktade typerna blommiga bladet och blodläget, vars gula och röda, hematitrika partier ofta angrips av selektiv vittring.

## Tidigare brytning
Vid Grytehamn vid Gillberga finns lämningar efter äldre stenbrytning. Hamnen miste sin betydelse helt när Sandviks hamnanläggning anlades på 1870-talet.
Vid Horns udde har stenbrytning pågått sedan medeltiden, då "ölandsmarmorn", den röda ölandskalkstenen, efterfrågades vid byggandet av slott och kyrkor. Under 1500- och 1600-talet var Dälje stenhuggarby ett centrum för stenhuggeriverksamheten.